# Guillaume Eyssartier
Guillaume Eyssartier, född 22 augusti 1971 i Périgueux, är en fransk mykolog och författare av böcker om svampar. Han har bland annat utgivit böcker på referenslitteraturförlaget Éditions Larousse.